# Railroad Tycoon 3
A Railroad Tycoon 3 egy 2003-ban megjelent videójáték, amely a Railroad Tycoon sorozat része.

## Játékmenet
A játékban található közel 60 mozdonnyal (a Coast to Coast bővítményben közel 70) ebben a játékban van a legtöbb mozdony a Railroad Tycoon franchise-ban, az Amerikai Egyesült Államok, Nagy-Britannia, Franciaország, Németország, Olaszország, Japán, Dél-Afrika, Lengyelország, Oroszország mozdonyai mellett még olyan kitalált mozdonyokkal is találkozhatunk, mint az E-88 és a TransEuro, amely utóbbi az Eurostar kitalált neve.
A játék célja, hogy a rendelkezésre álló kevés pénzből elvégezzük a kampányban megadott feladatot arany, ezüst vagy bronz fokozaton. A pénzből síneket és állomásokat építhetünk, melyeken a vonatok az árukat, nyersanyagokat és utasokat szállítanak. Minden leszállított rakomány után pénzt kapunk, melyből tovább bővíthetjük hálózatunkat. De költségeink is lesznek: a mozdonyok, az állomások és a sínek karbantartást igényelnek, melynek összege minden hónapban levonásra kerül. Ha nem vigyázunk, a pénzünk hamar elfogyhat és a társaságunk csődbe jut.
A játékban emellett fontos szerep jut a tőzsdének, a részvény- és kötvénykibocsátásnak is. Bizonyos kampányok célja közt szerepel a magánvagyonunk növelése is. Ezt részvények vásárlásával, majd a megfelelő időpontban történő eladásával, továbbá osztalékok kifizetésével tudjuk növelni.

## Új funkciók
A játékfelület teljesen 3D-s, szabad kameramozgással. A négyzetrács már nem merev, mint a Railroad Tycoonban és a Railroad Tycoon II-ben - a sínek és az építmények mostantól 360 fokban forgathatók.
A gazdasági modellt átdolgozták. A korábbi játékokban az árut csak egy állomáson lehetett felvenni, és a bevétel az állomások közötti távolságtól függött. A Railroad Tycoon 3-ban a kocsik lassan mozognak a térképen (a közúti és vízi szállítást jelképezve) az árat jelképező skalármező meredeksége mentén, ahol a kereslet és kínálat helyszínei forrásként és fogyasztóként működnek. A bevétel a bepakolás és a kipakolás helyszínei közötti árkülönbségtől függ. Ennek több hatása is van; a nyersanyagok vonatok bevonása nélkül is eljuthatnak az iparágakhoz és feldolgozhatóak, és a vonatnak nem kell felvennie az árut a forrásnál.
További változások: a posta, az utasok és a csapatok minden egyes kocsiszállítmányának most már van célállomása; a kocsik beállítása automatizálható, így a vonatok mindig azokat a kocsikat veszik fel, amelyek a legtöbb bevételt hoznak; a játékban megjelennek a raktárépületek is, amelyek ugyanúgy kiegészítik az árupiacot, mint a kikötők; a vonatok egy vágányon haladhatnak el egymás felett (mint az eredeti Railroad Tycoonban a legalacsonyabb nehézségi szinten); nincs szükség jelzőtornyokra, valamint állomásfejlesztésekre (posták, éttermek stb. ), ezek egyenként kerülnek fel a térképre; a játékosok gyárakat és nyersanyag termelő helyeket vásárolhatnak, és feldolgozóipart is építhetnek, ahová csak akarnak; a feldolgozóipar kapacitása korlátozott, de fejleszthető.

## Kampányok
A játék kampánya 16 forgatókönyvet tartalmaz összesen 5 kontinensen: 7 térkép Észak-Amerikában, 6 térkép Európában, 1 térkép Ázsiában, 1 térkép Afrikában és 1 térkép Dél-Amerikában található.
- USA-kampány: 1840-1941. Szenáriók: 5
- Európai kampány: Szenáriók: 1840 - 1914: 5
- Világkampány: Szenáriók: 1880 - 1985 3
- Jövőbeli kampány: Szenáriók: 2025 - 2080: 3

A játékos egy névtelen város kulcsát kapja meg, miután minden forgatókönyvet bronz fokozaton vagy annál magasabb fokozaton teljesített.

## Fejlesztés
2003 májusára a játék már másfél éve volt fejlesztés alatt, miután további másfél évet töltöttek a játék motorjával. 2002-ben Phil Steinmeyer kifejezte nemtetszését a stratégiai játékok 3D-s grafikájával szemben, és úgy érezte, hogy a Tropico utáni következő projektje "valószínűleg jobban nézne ki egyenesen előre renderelt 2D-ben". 2003-ban a csapat a 3D-s grafikában a különböző részletességi szintű rendszerekkel járó pattogás kezelésére nem kevesebb, mint hat változatot készített a játék járműveire, épületeire és egyéb tárgyaira. Steinmeyer példaként egy épületet említett, amely a kamera közelségétől függően 931 vagy 55 poligonból állt. Steinmeyer szerint a Railroad Tycoon 3 csapata 13 főből állt, és a fejlesztés nagyjából két és fél évig tartott.

## Kritika
| Összegzőoldal | Értékelés |
| ------------- | --------- |
| Metacritic    | 80/100    |

| Szerző                  | Értékelés    |
| ----------------------- | ------------ |
| CGW                     | [ 6 ]        |
| GameSpot                | 8,7 a 10-ből |
| GameSpy                 | [ 8 ]        |
| IGN                     | 8,8 a 10-ből |
| PC Gamer (US)           | 88%          |
| PC Zone                 | 68/100       |
| X-Play                  | [ 12 ]       |
| PC Format               | 71%          |
| Computer Games Magazine | [ 14 ]       |

A Railroad Tycoon 3 "általában kedvező" értékeléseket kapott a Metacritic kritika-összesítő weboldal szerint.
Johnny L. Wilson a Computer Gaming World-től dicsérte a Railroad Tycoon 3 látványvilágát, valamint a "csodálatos" gazdasági szimuláció részletességét. Úgy vélte, hogy a folytatás "több mint egy arcfelvarrás", amely egyszerre rendelkezik "mindazokkal a tulajdonságokkal, amelyek az elődöket naggyá tették". Wilson azonban kritizálta, hogy bizonyos vonatmodelleket olyan országokban is használt, ahol azok történelmileg nem voltak jelen. Az X-Play számára írva John Duggan a Railroad Tycoon 3-at "komoly időrablónak és rendkívül addiktívnak" nevezte. Miközben kritizálta a Railroad Tycoon II-hez képest a főkönyvi felület változtatásait, megjegyezte a folytatás "kifinomultabb gazdasági modelljét", és úgy foglalta össze, hogy a játék "kifizetődő" élményt nyújt.
A GameSpy a Railroad Tycoon 3-at a 2003-as év tizedik legjobb számítógépes játékának, és az év legjobb "PC Empire Builder" játékának nevezte.  A Computer Gaming World szerkesztői jelölték a 2003-as "Év stratégiai játéka" díjra, amelyet végül az Age of Wonders: Shadow Magic kapott. Azt írták, hogy "a PopTop Software elképesztő munkát végzett a tiszteletreméltó sorozat frissítésében", de a Railroad Tycoon 3 túlságosan híján volt az innovációnak ahhoz, hogy elnyerje a díjat. A játék döntős volt az IGN "Legjobb gazdasági szimulációs játék" és a GameSpot "Legjobb PC-s játék" és "Legjobb stratégiai játék" díjára is, de ezekben a kategóriákban alulmaradt a SimCity 4-gyel és a Rise of Nations-szel szemben.

## Kiegészítők

### Loco Commotion extra tartalom
Egy vonat alapú kirakós játék, amely a Play Disc-en 141 MB-os opcionális extraként szerepel. A Loco Commotionben útvonalakat és tolatási rejtvényeket kell megoldani a vonatok pontos időben történő mozgatásával egyre nehezebb környezetben a több pályán keresztül.

### Coast to Coast bővítőcsomag
A Coast to Coast ingyenes bővítőcsomag néhány új mozdonyt, pályát és forgatókönyvet tartalmaz. A forgatókönyvek között szerepel a császári Oroszország és a Kínai Népköztársaság. Vannak szokatlan forgatókönyvek is; köztük egy olyan, amelyben az Egyesült Államok sosem esett át a forradalmon, ehelyett hét különálló nemzetre oszlott. A Coast to Coast bővítménycsomag megjelenésével a térképek és forgatókönyvek készítése mellett a játékosok eszközöket kaptak egyéni logók, mozdonyok és játékosok készítéséhez.